# Zephyranthes uruguaianica
Zephyranthes uruguaianica är en amaryllisväxtart som beskrevs av Pierfelice Ravenna. Zephyranthes uruguaianica ingår i släktet Zephyranthes och familjen amaryllisväxter. Inga underarter finns listade i Catalogue of Life.